# Dyckia pumila
Dyckia pumila är en gräsväxtart som beskrevs av Lyman Bradford Smith. Dyckia pumila ingår i släktet Dyckia och familjen Bromeliaceae. Inga underarter finns listade i Catalogue of Life.